# Chiesa di Sant'Antonio di Padova (Olmo al Brembo)
La chiesa di Sant'Antonio di Padova è un luogo di culto cattolico di Olmo al Brembo in provincia e diocesi di Bergamo, e fa parte del vicariato di Branzi-Santa Brigida-San Martino oltre la Goggia.

## Storia
La piccola chiesa posta al centro dei due nuclei della località è stata edificata nel XVIII secolo previa autorizzazione del vescovo di Bergamo Antonio Redetti del 1736. Gli arredi sacri della chiesa furono donati dalla famiglia Arizzi di Cigadola il 22 aprile 1737 e benedetta dall'allora parroco nel 1738 con autorizzazione vescovile del 6 giugno del medesimo anno. La chiesa ricevette in dono una reliquia del santo titolare il 10 marzo 1762 dal vescovo Antonio Redetti.
Nel 1780 il vescovo Giovanni Paolo Dolfin visitò le chiese della val Brembana e il 3 luglio l'oratorio di Sant'Antonio di Padova. Dalla relazione, si evince che il piccolo edificio di culto era ubicato in contrada Cigadola ed era sussidiario della chiesa parrocchiale  di San Giacomo di Piazzatorre.
La chiesa che era sussidiaria della parrocchiale di Piazzatorre il 26 febbraio 1907 passò a divenire sussidiaria di Sant'Antonio Abate di Olmo al Brembo. Questo creò un certo astio con l'antica parrocchiale i cui fabbricieri volevano gli arredi in quanto ritenevano essere di loro appartenenza. Il Novecento vide inoltre la chiesa oggetto di lavori di mantenimento con i nuovi decori opera di Giuseppe Begnis, e la posa dell'altare maggiore in pietra di Guido Galegari.

## Descrizione
L'edificio di culto a capanna, con spioventi aggettanti a riparo del fronte e dei fedeli, ospita il portale affiancato da due finestre quadrate con inferriate e rialzato da un gradino in pietra. La parte laterale della facciata presenta il fabbricato della sagrestia. La parte superiore ha un'apertura semicircolare con contorno in pietra atta a illuminare l'aula.
L'interno a navata unica a pianta rettangolare si presenta affrescata divisa in due piccole campate da lesene dipinte a stucco e cornicione in stucco dove s'imposta la volta a botte affrescata. Il piccolo presbiterio rialzato da un gradino con abside piatta, ospita solo l'altare comunitario, composto da un grande tronco di ciliegio, mentre quello antico è stato rimosso. La volta del presbiterio raffigura un libro con i gigli mentre una cornice in stucco ospita la pala d'altare il dipinto Madonna con i santi Antonio di Padova e san Domenico, opera di ignoro del XVIII secolo. 